# Anii 190
Secole: Secolul I - Secolul al II-lea - Secolul al III-lea
Decenii: Anii 140 Anii 150 Anii 160 Anii 170 Anii 180 - Anii 190 - Anii 200 Anii 210 Anii 220 Anii 230 Anii 240
Ani: 190 | 191 | 192 | 193 | 194 | 195 | 196 | 197 | 198 | 199